# Alain Zoller
Pour les articles homonymes, voir Zoller.
Alain Zoller est un parapentiste suisse, pionnier dans le domaine du test et de la certification des parapentes.

## Biographie
En 1997], il fonde Air Turquoise, centre de tests homologués pour les normes LTF et EN,.
Il est aussi le créateur en 1997, puis président du comité d'organisation en 2000, du festival Vertigo, précurseur de la compétition en Voltige en parapente
,